# 野ばら
『野ばら』（Heidenröslein）は、
- ゲーテの詩のひとつ。1789年出版。
- 歌曲：ゲーテの詩に曲をつけ、歌曲にしたてたもの。
  - フランツ・シューベルト作曲の歌曲。D257。
  - ハインリッヒ・ヴェルナー作曲の歌曲。

## ゲーテの詩『野ばら』
1799年に出版された。ゲーテが1771年にシュトラースブルク（ストラスブール）に勉学していた時に書かれたもので、フレデリケ・ブリオンという女性に恋をし、その女性に贈られたものである。
“Sah ein Knab' ein Röslein stehn”（「男の子が野に咲く薔薇を見つけました」といったメタファーを用いた文）で始まる。

### 詩の全文と訳
| ドイツ語原詩 Heidenröslein Sah ein Knab' ein Röslein stehn, Röslein auf der Heiden, War so jung und morgenschön, Lief er schnell, es nah zu sehn, Sah's mit vielen Freuden. Röslein, Röslein, Röslein rot, Röslein auf der Heiden. Knabe sprach: ich breche dich, Röslein auf der Heiden! Röslein sprach: ich steche dich, Dass du ewig denkst an mich, Und ich will's nicht leiden. Röslein, Röslein, Röslein rot, Röslein auf der Heiden. Und der wilde Knabe brach 's Röslein auf der Heiden; Röslein wehrte sich und stach, Half ihm doch kein Weh und Ach, Musst' es eben leiden. Röslein, Röslein, Röslein rot, Röslein auf der Heiden. | 日本語訳（GFDL） 野ばら 少年は見つけた、小さなバラを 野中の小さなばらを、 若くすがすがしい美しさの。 すぐ駆け寄って、そばで見た、 喜びにあふれて、見た。 小さなばらよ、赤い小さなばらよ、 野中の小さなばらよ。 少年はいった、君を折るよ、 野中の小さなばらよ。 小さなばらはいった、君を刺すよ、 私をいつも思い出してくれるように。 私は苦しんだりは、しないんだ。 小さなばらよ、赤い小さなばらよ、 野中の小さなばらよ。 乱暴な少年は折った、 野中の小さなばらを。 小さなばらは抵抗して、彼を刺した。 傷みも嘆きも、彼には効かず、 小さなばらは、ただ耐えるのみ。 小さなばらよ、赤い小さなばらよ、 野中の小さなばらよ。 |

### 近藤朔風の日本語訳詞
近藤朔風は以下の2種類の訳詞を発表しているが、「野中のばら」がよく歌われる。
| 野中のばら 童（わらべ）はみたり 野なかの薔薇（ばら） 清らに咲ける その色愛（め）でつ 飽かずながむ 紅（くれない）におう 野なかの薔薇 手折（たお）りて往（ゆ）かん 野なかの薔薇 手折らば手折れ 思出ぐさに 君を刺さん 紅におう 野なかの薔薇 童は折りぬ 野なかの薔薇 折られてあわれ 清らの色香(いろか） 永久（とわ）にあせぬ 紅におう 野なかの薔薇 | 荒野のばら 童（わらべ）はみたり 荒野（あれの）のばら 朝とく清く 嬉（うれ）しや見んと 走り寄りぬ ばら ばら 紅（あか）き 荒野のばら われは手折（たお）らん 荒野のばら 吾（われ）はえ耐えじ 永久（とわ）に忍べと 君を刺さん ばら ばら 紅き 荒野のばら 童は折りぬ 荒野のばら 野ばらは刺せど 嘆きと仇（あだ）に 手折られけり ばら ばら 紅き 荒野のばら |

## 歌曲
このゲーテの詩は傑作と評価されており、以下をはじめとした多くの作曲家によって、この詩に曲が付けられている。
- シューベルト
- ヴェルナー
- ベートーヴェン
- シューマン
- ブラームス

日本においては、特に、シューベルトとヴェルナーの作品に、近藤朔風によって日本語の訳詞が付けられたものが、音楽教科書を通して広く人々に知られている。

### シューベルトの歌曲『野ばら』

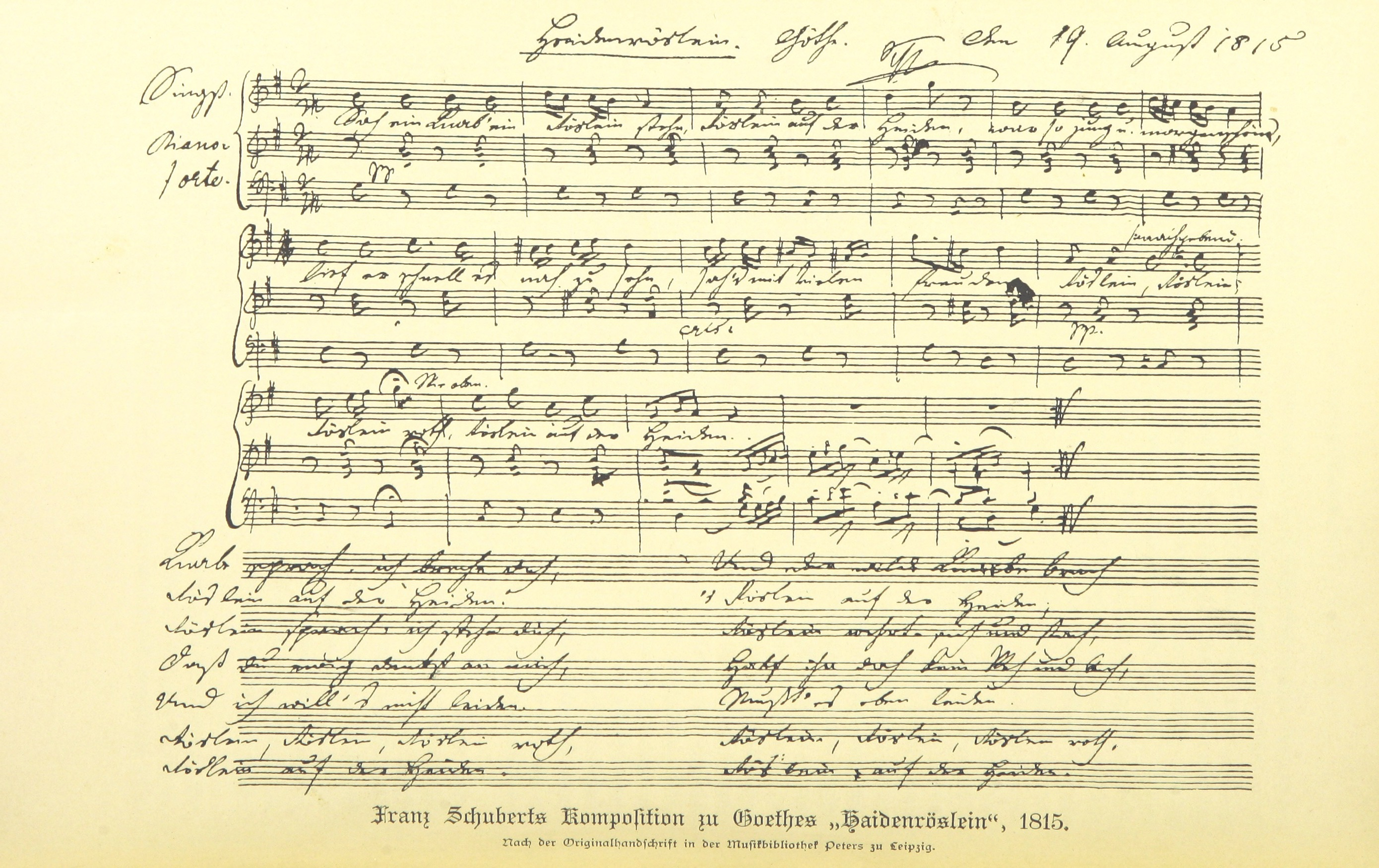
シューベルトの『野ばら』の自筆譜

『魔王』と並びシューベルトの初期の傑作とされる。リート形式の見本というべき簡単な曲想に、ゲーテによる原詩のもつ繊細な世界が昇華されている。
ト長調。4分の2拍子。ピアノ伴奏は単純で、主和音を右手と左手とで交互に奏するだけである。
主調楽節－属調楽節－属調平行調楽節－主調という簡単平易な小曲の中に、厳しい自然の中の可憐な花を歌い上げている。

#### 『野ばら』のメロディ
シューベルト作曲の『野ばら』は日本でも広く親しまれ、メロディがアレンジされて、学校などのチャイムや鉄道駅での発車メロディなどとして使用されることも多い。鉄道での発車メロディとしては、東日本旅客鉄道（JR東日本）で使用されていたほか、2011年までは京王電鉄の下り線でも接近メロディとして使用されていたが、いずれも放送機器の更新に伴い消滅している。編曲を手がけたのは永楽電気である。また学校のチャイムとしては立正大学などで使用されている。

### ヴェルナー作曲による『野ばら』
ハインリッヒ・ヴェルナー作曲の『野ばら』も日本で広く親しまれ、メロディがアレンジされて地方自治体の防災行政無線のチャイムや、企業の事業所等での始業・終業時におけるチャイムなどとしても使われている。ドラマ『僕の生きる道』の合唱のシーンでも使われた。

## 参照項目
- すみれ (モーツァルト)
- 八月の狂詩曲